# Urban Rivals
Urban Rivals — бесплатная виртуальная коллекционная карточная игра (карточная стратегия).

## Основная информация
Urban Rivals — браузерная многопользовательская карточная онлайн-игра, разработанная компанией «Boostr», существует с 2006 года. Карты, используемые в игре, представлены как персонажи (некоторые персонажи основаны на известных реальных личностях и выдуманных персонажах кинематографа, компьютерных игр и т. д.) и имеют соответствующие описание и рисунок. Каждая карта имеет определённые значения силы и урона и принадлежит к одному из кланов игры. Карты бывают различного уровня звёзд — от 2 до 5. Большинство карт имеют особую боевую способность. Некоторые карты встречаются часто, другие же достаточно редко и имеют статус коллекционных (Cr). Помимо обычных и коллекционных карт в игре также имеются «легендарные» карты, по одной на каждый клан. Получить такую карту можно после выполнения миссий, разработанных специально под эти виды карт. Новые карты выпускаются в виде небольшого обновления по пятницам (раз в 2 недели) по 4 карты.
При регистрации игрок получает стартовую колоду из 8 карт, последующие карты могут быть получены путём выполнения миссий, приобретены в бутике (игровой магазин), с прибытием уровня, в режиме игры «Duel» или у других игроков.
Сюжет игры повествует о сражениях группировок (кланов) в мегаполисе Clint City. Существуют комиксы о приключениях игровых персонажей, размещены на официальном сайте.

## Геймплей
Игровая колода состоит минимум из 8 карт, когда 2 игрока начинают бой из колоды случайным образом выбираются 4 карты участвующие в этом бою, каждый игрок выбирает карту для хода и количество «Pillz» (усилители атаки, при особом использовании урона). Раунд выигрывает карта с большим значением атаки (Атака = Сила «Pillz»), после этого нанося указанный на карте урон жизням противника, затем проходит следующий раунд. Невозможно ходить одной картой два раза за бой. Игроки начинают бой с 12 жизнями (HP) и 12 «Pillz» в обычном режиме игры, в других режимах количество может различаться. Игроком, победившим в сражении, считается тот игрок, у которого после всех четырёх раундов, остается больше HP, если количество HP в конце боя равное, то объявляется ничья (Draw), если до окончания боя один игрок отнимает у другого все HP — он одерживает победу нокаутом (K.O.).
На протяжении игры за проведенные бои и выполненные миссии игрок приобретает игровой опыт (XP), имеется деление по опыту на уровни, на каждом пятом уровне опыта до 50 включительно игрок получает карту из клана Leader (5,10,15,20,25,30,35,40,45,50), также с уровнем открывается доступ к разным режимам игры. Карты также получают индивидуальный опыт (XP) для повышения уровня звёзд — до максимального возможного для определённой карты.
В Urban Rivals существуют 2 игровые валюты: «Clintz» и Кредиты. В игре существуют миссии, за выполнение которых можно получить различные награды. Из миссий выделяются легендарные, за выполнение которых дается легендарная карта (Ld).
Существуют различные режимы игры: Duel, ELO, Training, Survivor, Coliseum, Leader Wars,Events; каждый час проводится турнир.